# .250-3000 Savage

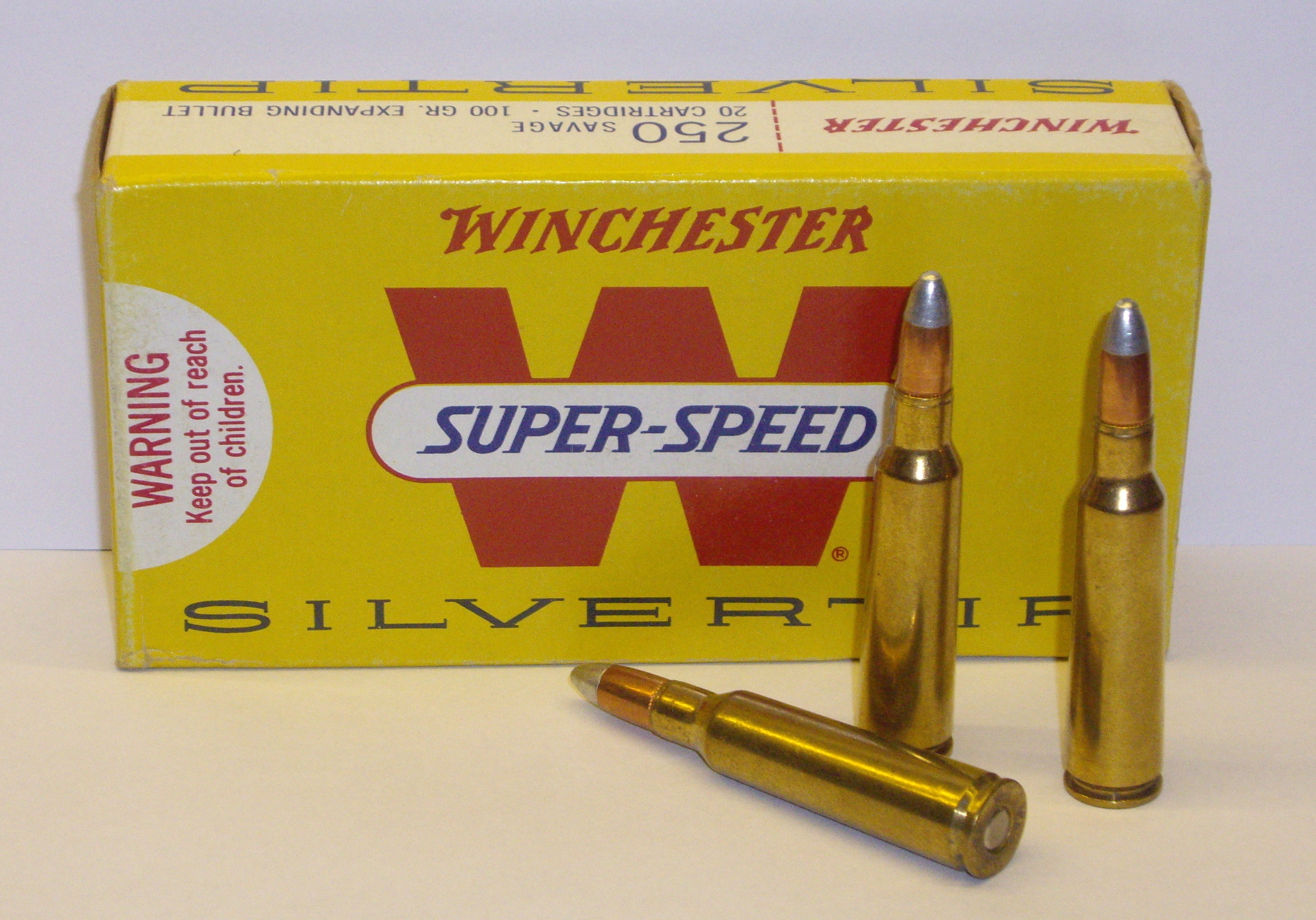
Patroner i kaliber .250-3000 Savage

.250-3000 Savage (6,3 × 48 mm), kallas också ibland bara .250 Savage, är en gevärskaliber som introduceras av Savage Arms 1914. I det svenska regelverket tillhör den klass 2, och får således användas för jakt på djur upp till rådjurs storlek. 
I kaliberbeteckningen står .250 för kulans diameter (0,250 tum, eller 6,3 mm) och 3000 för den kulhastighet (i fot per sekund) som originalpatronen presterade. 3 000 fot per sekund var en väldigt hög hastighet i början av seklet, och kalibern kan därför sägas vara en av de första höghastighetskalibrarna. 87 grains var den högsta kulvikt som nådde upp till 3 000 fot/s. För hjortjakt rekommenderas i USA 120 grains kulor, hastigheten sjunker då ner mot 2 500 fot/s. 
Kuldiameter är .257 tum. Högsta tryck är i USA satt till 45 000 CUP (Copper units of pressure).
Kalibern hör idag till de ovanligare, åtminstone i Sverige, men en till kaliber 5,6 mm nedstrypt så kallad wildcat-modifikation kallad .22-250 används desto mer. Remington fabriken startade tillverkningen av .22-250 och därför står det ofta .22-250 Remington på ammunitionsaskarna.